# 기능계 자격
기능계 자격(技能界 資格)은 1999년 3월 27일까지 시행되었던 대한민국의 국가기술자격의 계열구분 중 하나이다.
기능계 자격은 아래 자격을 포함하였다.
- 기능장
- 기사 2급 중 일부 종목
- 기능사 1급
- 기능사 2급
- 기능사보